# Лазар Проданов
Лазар Проданов е български революционер, член на Вътрешната революционна организация.

## Биография
Лазар Проданов е роден в Добринища, тогава в Османската империя. Проданов е сред първенците на селото. В 1876 година влиза във ВРО и става член на комитета за подготовка на въстание. След като Берлинският договор оставя Македония в Османската империя, Проданов взима участие в избухналото Кресненско-Разложко въстание. Заловен е след разгрома на въстание и е осъден, но по-късно помилван.